# Saints Row 2
Saints Row 2 es un videojuego de acción en tercera persona publicado el 14 de octubre de 2008 para Xbox 360, PlayStation 3 y Microsoft Windows en Estados Unidos, y para el resto del mundo desde el 17 de octubre del mismo año. Una versión para Linux/SteamOS llegaría el 14 de abril de 2016. El juego fue desarrollado por el desarrollador de Saints Row, Volition, y distribuido por THQ.

## Historia principal
Después de que Julius  nos traicionara intentado matarnos con una bomba por considerarnos una amenaza (por los hechos ocurridos en el primer Saints Row), esta nueva historia comienza con un par de policías hablando sobre un peligroso sujeto que está en coma, viviendo de los impuestos de los ciudadanos decentes. El sujeto en cuestión es el jugador, al que lo metieron en la cárcel acusado de haber cometido 300 asesinatos. Después de darle una nueva apariencia a nuestro personaje conoceremos a un nuevo colega, un jóven asiático llamado Carlos, dando comienzo a la historia.
La primera misión es escapar de esa cárcel junto con Carlos. Cuando llegas por fin a la ciudad, te das cuenta de que tu banda estaba completamente deshecha (Los 3rd Street Saints) y te dedicas a reorganizar la banda, volver a dominar Stillwater y obtener venganza por lo ocurrido con Julius. Ayudaremos a Johnny Gat (mejor amigo de nuestro personaje) a escapar del corredor de la muerte. Después de un corto tiempo, te reúnes con Gat en la casa de Aisha (quien fingió su muerte en Saints Row) y empiezan a pensar en un lugar donde reorganizar la banda, entonces van a la mansión abandonada, fortaleza de los Sons Of Samedi. Después de sacar a los Sons of Samedi y a algunos vagabundos, empiezan a reclutar gente y consigues tres nuevos lugartenientes: Carlos, Shaundi y Pierce. Carlos se encargará de la Brotherhood, Shaundi se encargará de los Sons of Samedi y Pierce se encargará de los Ronin. Y así, retomado el camino y con una nueva banda, empieza la reconquista de la ciudad

## Bandas
Tras la desaparición de las bandas originales en Saints Row y la desaparición del líder de los "Saints" aparecieron tres bandas nuevas: Los Sons of Samedi, La Brotherhood y los Ronin.
- Sons of Samedi (Hijos de Samedi): Son una banda de origen Haitiana con influencias del vudú (De hecho Samedi es el loa de la muerte en esta cultura). Su principal fuente de ingreso es la venta de una droga llamada Polvo de loa, cuyo principal ingrediente es una cantidad exageradamente alta de marihuana. Su jefe se hace llamar El General y otros miembros importantes son Veteran Child y Mr. Sunshine. Sus miembros suelen ser de razas caucásicas o africanas.

- La Brotherhood (Hermandad): Una banda de "parias" y marginados de Stillwater. Su principal afición son hacer carreras en coches-monstruosos y romper todo lo que se les venga por delante. Su principal fuente de ingresos es la venta de armas y redes de extorsión. Su jefe es Maero y otros miembros importantes son Jessica, la novia de Maero, Matt, tatuador de Maero y guitarrista de The feed dogs y Donnie, mecánico de la banda.

- Los Ronin: Una banda de origen japonés, encabezado por Kazuo Akuji, un viejo hombre de negocios cuya principal preocupación es el honor de su familia. Su principal fuente de ingresos es el entretenimiento: Casinos, apuestas, prostitución etcétera. Otros miembros importantes son Shogo Akuji y Jiunychi (a quien Kazuo considera como un hijo por su seriedad y compromiso hacia la banda).

- Third Street Saints (Santos de la tercera calle o Saints solamente): Banda protagonista del juego. Tiene sus orígenes en Saints Row. Anteriormente estaba encabezada por Julius Little, pero tras su desaparición el personaje deberá retomar la banda y conducirla al punto donde se encontraba antes: la completa dominación de Stillwater. Otros miembros son Johnny Gat, Carlos, Shaundi y Pierce.

A estas cuatro bandas debe de añadirse a la Corporación Ultor: Una empresa dedicada a la fabricación de armas para el ejército y fuerzas de la ley. Su presidente es Dane Vogel.

## Personajes amigos
Johnny Gat: Que aparecía anteriormente en el primer Saints Row y será tu mano derecha que estará siempre a tu lado para ayudarte a dirigir a la banda.
Shaundi: Una hermosa chica usuaria de drogas que será una de tus lugartenientes, luchará contra LOS SONS OF SAMEDI.
Pierce: Un joven chico que será uno de tus lugartenientes, luchará contra LOS RONIN pero con la muerte de Carlos se encargará de la Brotherhood y Los Ronin.
Carlos: Un chico joven que será uno de tus lugartenientes, luchará contra LA BROTHERHOOD. Con un código de teléfono lo adquieres en modo zombi. El código es 555-5966, como en la versión anterior de Saints Row con Lin.

## Personajes enemigos
Brotherhood:
Maero: Jefe de la Brotherhood un hombre completamente tatuado de pies a cabeza, tiene un carro monstruo y le encantan las competiciones de destrucción.
Jessica: La novia de Maero. Muy decidida y no duda en sugerir a su novio que "se encargue" de sus enemigos. De hecho es la causante de la tortura (y muerte) de Carlos.
Matt: Guitarrista de un grupo de rock ficticio de Stillwater: The Feed Dogs.
Donnie: Aparece en Saints Row como mecánico de los coches y "tuneador" de los Westside Rollerz. Aquí hace el mismo trabajo para los Brotherhood, en Saints Row es el novio de Lin quien muere en ese mismo juego.
Sons of Samedi:
El General: Jefe de los Sons Of Samedi un hombre trajeado que siempre va en su lujosa limusina fumando un puro.
Sr. Sunshine: El principal distribuidor de estupefacientes de la banda. Cada vez que algo le enfada, suele asesinar a alguien que esté cerca de él, además Sunshine tiene el poder del dios Samedi (dios de la muerte en Haití) ya que en la misión `Eterno Sunshine´ te tumba con solo mover un muñeco vudú.
Veteran Child: Es un DJ que en el pasado tuvo una relación amorosa con Shaundi que, por órdenes del general este se ve obligado a matarla, pero el personaje principal (a quien se controla) lo evita y lo acribilla usando granadas cegadoras.
Ronin:
Kazuo Akuji: Un anciano gánster japonés. Muy duro en los negocios.
Shogo Akuji: Hijo de Kazuo y jefe de los Ronin (mientras su padre está ausente). Es inmaduro e idiota (según su padre) y lo deshonra con mucha frecuencia.
Jiunichi: Principal teniente de la banda y mejor amigo de Shogo. Kazuo le considera como un hijo debido a su marcialidad y seriedad. Es el responsable de la muerte de Aisha, la novia de Gat.
Ultor:
Dane Vogel: Un importante miembro de la corporación Ultor, una multinacional empeñada en la limpieza de las bandas de Stillwater y, a la vez, reconstrucción y remodelación de la misma. Es muy avaricioso y ambicioso.

## Actividades
Control de multitud: Protege al famoso lanzando los alborotadores fanáticos en los puntos clave para conseguir la actividad.
Carrera de destrucción: Haz añicos a todos los que estén en la pista.
Tráfico de drogas: Ponte de copiloto y protege contra gangas rivales y policías al traficante mientras conduce por Stillwater.
Escolta: Eres el chofer de un actor de lujo. Tienes que evitar que los paparazzi le saquen fotos.
Club de lucha: Sube a un ring y elimina a todos con los diferentes objetos que caen.
Fuzz: Vístete como un policía acompañado con un personaje que agarra la cámara y lucha contra el crimen exagerando lo máximo posible.
Asalto de helicóptero: Usa un helicóptero de combate y acaba con los rivales.
Rastro llameante: Conduce un quad por Stillwater, en llamas con un traje ignífugo.
Fraude al seguro: Finge lesiones graves para conseguir dinero.
Caos: Lánzate a las calles de Stillwater y siembra el caos.
Vengador séptico: Devalúa la propiedad de Stilwater rociando excremento por toda la ciudad.
Chuleo: Muévete por la ciudad matando a los chulos rivales, ficha sus chicas y crea tu propio local.
Taller ilegal: Lánzate a las calles de Stillwater y busca los coches de la lista.
Sicario: Muévete por la ciudad matando a los rivales por las calles y lugares en la ciudad para ganar más dinero y respeto.
También hay una actividad que podrás encontrar en la televisión de tus casas llamada Zombie Uprising, inspirada en un videojuego real creado hace bastantes años.

## Versión móvil
Saints Row 2 se lanzó también para la telefonía móvil y no hay errores de gráficas, es un juego en 2D. El jugador en Saints Row 2 mobile puede:
- Comer en el eat this (el jugador compra comida y en el menú puede comer).
- Comprar armas en el friendly fire.
- Secuestro de rehenes (puedes coger un coche y habrá un rehén adentro, da un paseo hasta que el rehén te pague mientras te persigue la policía).
- Pagar soborno (mientras te persiguen los policías, cógete una placa amarilla para reducir el nivel de búsqueda, aunque pierdes 50 dólares) en nuevas versiones son 30 dólares.